# نخبك (أشرب لذلك)
شيرز (درينك تو ذات) هي أغنية سجلتها المغنية البربادوسية ريانا من ألبومها الخامس، لاود (2010). أرسلت الأغنية في ماين ستريم وريذمك راديو في 2 أغسطس، 2011, كالأغنية المنفردة السابعة والأخيرة من لاود. كتبت الأغنية من قبل أندرو هار، جيرمين جاكسون، ستايسي برث، إل بي، كوري جيبسون، كريس آفري، آفريل لافين، لورين كريستي، سكوت سبوك، غراهام إدواردز، في حين الإنتاج من قبل أندرو وجيرمين تحت اسم فريقهم المنتج ذا رنيرز. الأغنية تضمنت عينة من أغنية آفريل لافين «آيم ويذ يو», من ألبومها لت غو (2002). موسيقياً، «شيرز (درينك تو ذات)» هي أغنية تتكلم عن الحفلات والشرب، مع ذكر متكرر عن شرب الكحول، بما في ذلك ويسكي جيمسون الإيرلندي.
تلقت الأغنية مراجعات إيجابية من نقاد الموسيقى، الذين أشادوا على استخدام عينة أغنية آفريل «آيم ويذ يو» وكذلك علقوا على أنها ستكون أغنية كلوب ناجحة بسبب محتواها الغنائي. تم إخراج الفيديو المصور بواسطة إيفان روجرز وسيارا باردو، تظهر لقطات ريانا وهي تقوم بأنشطة مختلفة خلال رحلتها إلى موطنها باربيدوس وخلال أداء شيرز في جولة لاود (2011).

## الأداء التجاري

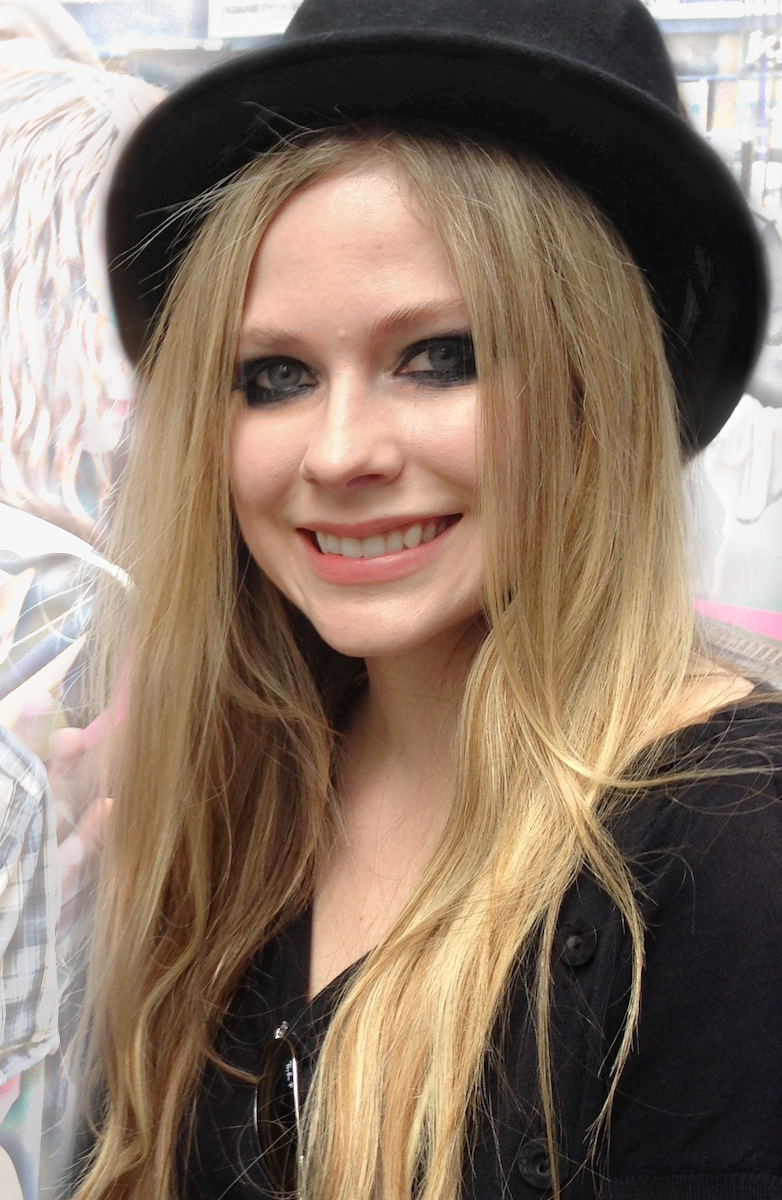
الأغنية عينة من أغنية آفريل لافين «آيم ويذ يو» من ألبوم لت غو, 2002.

### أمريكا الشمالية
في 3 أغسطس، 2011, دخلت «شيرز (درينك تو ذات)» لأول مرة بيلبورد هوت 100 في المركز الواحد والتسعون، وصلت إلى المركز الخمسون في 10 أغسطس، 2011. في الأسبوع التالي، الأغنية ارتفعت إلى المركز الخامس والعشرون وفي الأسبوع الرابع، ارتفعت إلى المركز السابع عشر، أصبحت أغنية ريانا الثانية والعشرون التي تدخل المراكز العشرون الأولى. في الأسبوع الخامس، ارتفعت إلى المركز الحادي عشر، أمضت في الأسبوع السادس في نفس المركز. في الأسبوع السابع، الأغنية ارتفعت إلى المركز العاشر. الأغنية بلغت ذروتها في المركز السابع، أصبحت رابع أغنية تدخل المراكز العشرة الأولى في هوت 100 من ألبوم لاود والتاسعة عشر إجمالياً. الأغنية دخلت بيلبورد أغاني البوب لأول مرة في المركز الخامس والثلاثون يوم 3 أغسطس، 2011. في الأسبوع الثالث، بلغت ذروتها في المركز الحادي عشر. أدرجت الأغنية في المركز السابع والسبعون في قائمة أفضل اغاني هوت 100 لعام 2011. في كندا، الأغنية دخلت لأول مرة في المركز التاسع والثمانون يوم 17 أغسطس، 2011, في الأسبوع الثالث، بلغت ذروتها في المركز السادس.

### أوقيانوسيا
في أستراليا، الأغنية دخلت لأول مرة في المركز السادس والأربعون يوم 14 أغسطس، 2011, وبلغت ذروتها في المركز الثامن عشر في الأسبوع التالي. في الأسبوع السابع، الأغنية وصلت إلى مركز جديد في السادس. تم اعتماد الأغنية بالشهادة الذهبية من قبل اتحاد صناعة التسجيلات الأسترالية، لشحن 35,000 نسخة. في نيوزيلندا، الأغنية دخلت المركز الرابع عشر في 8 أغسطس، 2011 وبلغت ذروتها في المركز الخامس في الأسبوع التالي، ومع ذلك تراجعت إلى المركز الثامن في الأسبوع الثالث.

### أوروبا
في المملكة المتحدة، الأغنية دخلت مخطط الآر أند بي لأول مرة في المركز الثامن والثلاثون في 27 أغسطس، 2011. في الأسبوع التالي، الأغنية ارتفعت إلى المركز الواحد والعشرون. في الأسبوع السادس ارتفعت إلى المركز الرابع. الأغنية بلغت ذروتها في المركز الخامس عشر في المخطط الرسمي. في أيرلندا، الأغنية دخلت لأول مرة في المركز الثلاثون في 8 سبتمبر، 2011, وبلغت ذروتها في المركز السادس عشر. في فرنسا، الأغنية دخلت لأول مرة وبلغت ذروتها في المركز السابع والستون.

## قائمة أغاني الأغنية المنفردة
- نسخة الألبوم

1. «شيرز (درينك تو ذات)» – 4:21

## الرسوم البيانية
| المخطط (2011)                       | المركز | المصادر       |
| ----------------------------------- | ------ | ------------- |
| أستراليا                            | 6      | [ 7 ]         |
| البرازيل                            | 62     | [ 15 ]        |
| أغاني البوب البرازيل                | 26     | [ 15 ]        |
| كندا                                | 6      | [ 11 ]        |
| جمهورية التشيك                      | 50     | [ 16 ]        |
| فرنسا                               | 64     | [ 14 ]        |
| أيرلندا                             | 16     | [ 13 ]        |
| لبنان                               | 1      | [ 17 ]        |
| نيوزيلندا                           | 5      | [ 9 ]         |
| إسكتلندا                            | 14     | [ 18 ]        |
| سلوفاكيا                            | 17     | [ 19 ]        |
| كوريا الجنوبية                      | 46     | [ 20 ]        |
| سويسرا                              | 66     | [ 21 ]        |
| آر أند بي المملكة المتحدة           | 4      | [ 11 ]        |
| المملكة المتحدة                     | 15     | [ 12 ]        |
| بيلبورد هوت 100                     | 7      | [ 11 ] [ 22 ] |
| بيلبورد أغاني البوب البالغين        | 34     | [ 2 ]         |
| بيلبورد هوت أغاني آر أند بي/هيب-هوب | 74     | [ 11 ]        |
| بيلبورد أغاني البوب                 | 11     | [ 11 ]        |

| المخطط (2011)       | المركز | المصادر |
| ------------------- | ------ | ------- |
| أستراليا            | 41     | [ 23 ]  |
| نيوزيلندا           | 30     | [ 24 ]  |
| المملكة المتحدة     | 128    | [ 25 ]  |
| بيلبورد هوت 100     | 77     | [ 26 ]  |
| بيلبورد أغاني رقمية | 69     | [ 27 ]  |

## الشهادات
| الدولة           | الشهادات     | المبيعات  | المصادر |
| ---------------- | ------------ | --------- | ------- |
| أستراليا         | 2× بلاتينيوم | 140,000   | [ 28 ]  |
| نيوزيلندا        | بلاتينيوم    | 15,000    | [ 29 ]  |
| الولايات المتحدة | بلاتينيوم    | 1,000,000 | [ 30 ]  |

## تاريخ الإصدار
| الدولة           | التاريخ       | نوع التحميل             | المصادر       |
| ---------------- | ------------- | ----------------------- | ------------- |
| الولايات المتحدة | 2 أغسطس، 2011 | ماين ستريم وريذمك راديو | [ 31 ] [ 32 ] |